# Бьянка Дель Рио
Рой Р. Хэйлок (англ. Roy R. Haylock; род. 27 июня 1975 года, Новый Орлеан, Луизиана, США), более известная под сценическим именем Бьянка Дель Рио (англ. Bianca Del Rio) — американская дрэг-квин, комик, актриса и дизайнер костюмов. Она известна как победительница шестого сезона шоу «Королевские гонки Ру Пола». После участия в «Королевских гонках» Дель Рио написала и провела несколько комедийных шоу, включая «Это шутка шута» (2019), став первой дрэг-квин, выступившей на Уэмбли Арена. Она также была ведущей различных международных туров, в том числе Werq the World. В 2018 году она выпустила свою первую книгу «Во всём виновата Бьянка Дель Рио: эксперт ни в чём, но со своим мнением обо всём» (англ. Blame It On Bianca Del Rio: The Expert On Nothing With An Opinion On Everything).

## Ранняя жизнь
Хейлок вырос в Гретне, штат Луизиана. По материнской линии он имеет кубинские корни, а по отцовской — гондурасские. Он четвёртый из пяти детей. Хейлок начал заниматься актёрским мастерством и дизайном костюмов для театральных постановок ещё в средней школе Вест-Джефферсон. После окончания школы он решил переехать в Нью-Йорк, где проработал девять месяцев в Bloomingdale's, прежде чем вернуться в Луизиану.

## Карьера
Хейлок преимущественно работал дизайнером костюмов. В 1993 году, в возрасте 17 лет, он получил награду Big Easy Entertainment Award за лучший дизайн костюмов для «Снежной королевы». Хейлок был номинирован на 13 наград Big Easy Entertainment Awards в категории дизайна костюмов, из которых выиграл шесть. Также он создавал костюмы для Ново-Орлеанской оперы.
В Новом Орлеане Хейлок начал выступать в качестве дрэг-артиста в 1996 году в спектакле «Инсценировка». Местная дрэн-квин Лиза Боманн увидела его в пьесе, а позже пригласила на шоу в ночном клубе Oz. Хейлок три года подряд становился лучшим гей-артистом года в Новом Орлеане в роли дрэг-квин Бьянки Дель Рио.
В 2001 году Бьянка Дель Рио была избрана со-маршалом вместе с Пэт «Эстель» Риттер и Риком Томасом для фестиваля Южный Декаданс XXIX.
Хэйлок переехал в Нью-Йорк после урагана Катрина и работал костюмером в различных шоу, включая балет и оперу, сотрудничая с компанией Barbara Matera, Ltd. Также он выступал в образе дрэг-квин под именем Бьянка Дель Рио, в том числе в кабаре с Леди Банни в клубе XL. Среди заметных событий можно выделить вечер, посвященный Патрисии Кренцил, более известной как «Мама загара».
Хейлок исполнил главную роль в первой региональной постановке мюзикла «Богема» (после его первоначального закрытия на Бродвее) в театре Le Petit Theatre в Новом Орлеане. Он сыграл роль Энджел, а Кристофер Бентивенья исполнил роль Коллинза.
Дель Рио была показана в веб-сериале «Королевы дрэга: Нью-Йорк» от gay.com в 2010 году. В сериале участвовали дрэг-квин Нью-Йорка Даллас Дюбуа, Хедда Латук, Леди Банни, Мими Имферст, Пепперминт и Шерри Вайн. В 2011 году Дель Рио появилась в сериале «Однажды ночью: Драгтастик! Нью-Йорк» от Logo TV. Эпизод был снят в прямом эфире в бальном зале Бауэри, ведущей была Пандора Бокс.
Дель Рио появилась на обложке журнала Next в выпуске, посвящённом летнему ежегоднику 2012 года. В 2012 году она также приняла участие в развлекательном шоу «Она живёт ради этого», которое вела Шерри Вайн.

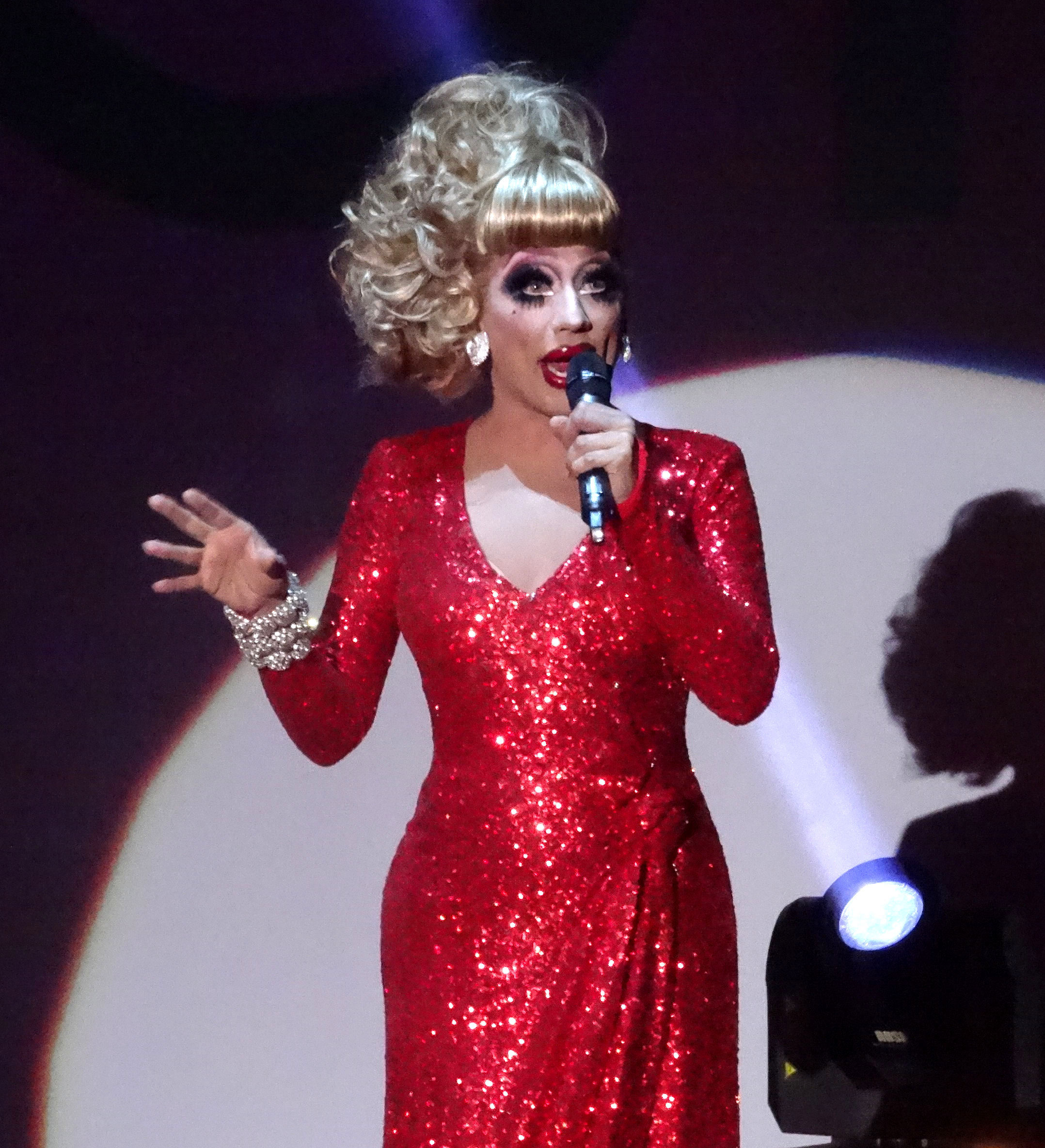
Бьянка Дель Рио, тур «Картотека ненависти», 2015 год

В декабре 2013 года Logo объявил, что Бьянка Дель Рио будет одной из 14 дрэг-квин, участвующих в шестом сезоне шоу «Королевские гонки Ру Пола». Она быстро стала одной из фавориток среди участников и завоевала любовь зрителей, в итоге дойдя до тройки финалистов. 19 мая 2014 года Дель Рио была объявлена победительницей шестого сезона, опередив Адор Делано и Кортни Акт. Она стала второй победительницей и четвертой участницей, дошедшей до финала без необходимости участия в батле за жизнь, и первой участницей в истории шоу, которая прошла через все соревнования, ни разу не оказавшись на последнем месте или в конце испытания. Дель Рио также стала первой победительницей испано-латиноамериканского происхождения в «Королевских гонках».
В 2013 году Дель Рио была утверждена на главную роль в независимом фильме «Ураган Бьянка», который написал и снял Мэтт Кугельман. Для финансирования фильма была запущена кампания на платформе Indiegogo, спонсором которой выступила некоммерческая организация Fractured Atlas, занимающаяся художественными услугами в Нью-Йорке; кампания собрала более 30 000 долларов. В 2018 году вышло продолжение фильма под названием «Ураган Бьянка: Из России с ненавистью». По состоянию на февраль 2019 года ведётся работа над третьим фильмом серии, который будет называться «Ураган Бьянка 3» и в котором примут участие Сайкс, Дретч и несколько актёров из шоу «Королевские гонки Ру Пола».

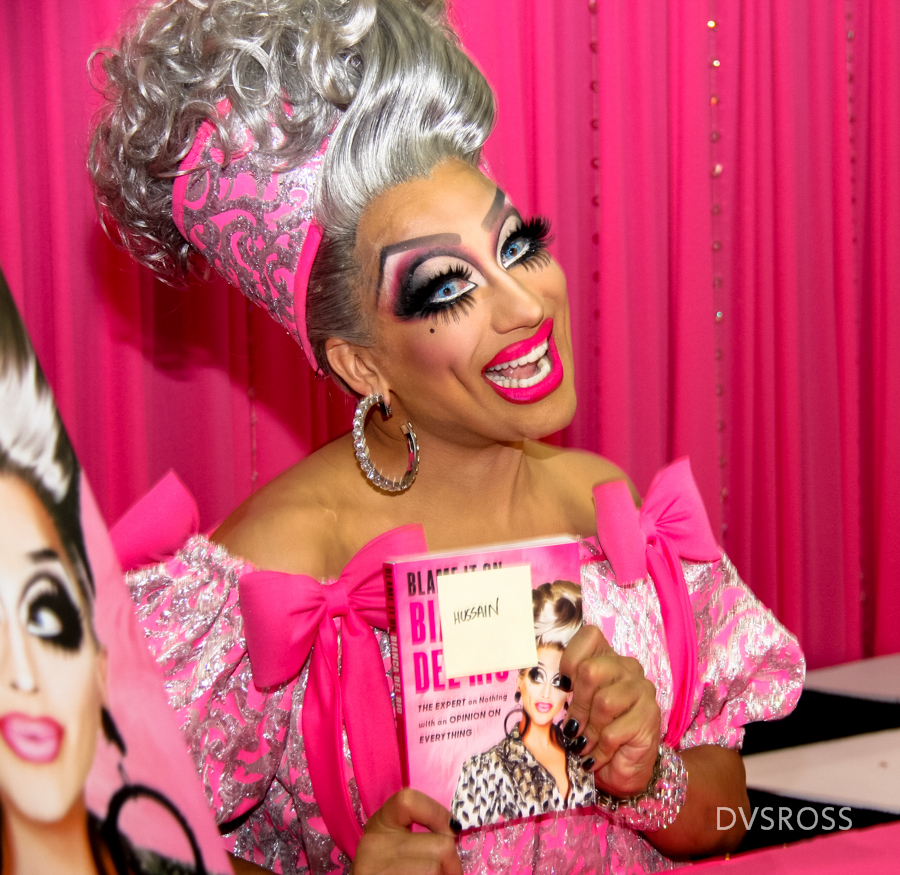
Бьянка Дель Рио, 2018 год

После успеха на «Королевских гонках», Дель Рио написала и провела несколько стенд-ап-шоу, включая «Картотека ненависти» (2014), «Не сегодня, Сатана» (2015—2016), «Вини во всём Бьянку Дель Рио» (2017—2018), «Это шутка шута» (2019), что также сделало её первой дрэг-квин-комиком, выступившей в Уэмбли Арена, и «Не продезинфицированный» (2021–2022). Она также выступала в качестве ведущей на туре Werq the World вместе с другими участницами «Королевских гонок».
В 2019 году Дель Рио исполнила роль отставной дрэг-квин Хьюго Баттерсби/Локо Шанель в популярном мюзикле «Все говорят о Джейми» на Вест-Энде. В июне 2019 года критики из New York Magazine поставило Дель Рио на первое место в списке «самых влиятельных дрэг-королев Америки», в который вошли 100 бывших участниц шоу «Королевские гонки Ру Пола». В ноябре того же года было объявлено, что она повторит роль в течение 12 недель, начиная с 9 декабря. Она также исполняла роль на отдельных датах в 2021–2022 годах во время британского тура мюзикла. Дель Рио также появилась в киноадаптации «Все говорят о Джейми» в эпизодической роли мисс Хэйлок, имя которой было основано на настоящей фамилии Дель Рио.

## Фильмография

### Кино
| Год  | Название                              | Роль                                   | Примечания            | Ист.   |
| ---- | ------------------------------------- | -------------------------------------- | --------------------- | ------ |
| 2000 | Край Кипариса                         |                                        | Помощник гардеробщика |        |
| 2010 | Сыновья Теннесси Уильямса             | Он сам                                 | Документальный        |        |
| 2011 | Грязный фильм Национального пасквиля  | Дрэг-квин                              | Direct-to-video       |        |
| 2016 | Ураган Бьянка                         | Ричард Мартинес / Мисс Бьянка Дель Рио |                       | [ 26 ] |
| 2018 | Ураган Бьянка: Из России с ненавистью | Ричард Мартинес / Мисс Бьянка Дель Рио |                       |        |
| 2020 | Королева рабочих лошадок              | Она сама                               | Документальный        | [ 27 ] |
| 2021 | Все говорят о Джейми                  | Мисс Хэйлок                            | Камео                 | [ 28 ] |

### Телевидение
| Год     | Название                                                     | Роль              | Примечания | Ист.   |
| ------- | ------------------------------------------------------------ | ----------------- | --- | ------ |
| 2002    | MTV Mardi Gras                                               | В роли самой себя | TV special |        |
| 2011    | One Night Stand Up                                           | В роли самой себя | 10-й эпизод: «Dragtastic NYC»                                                                                            |        |
| 2011    | Тройничок                                                    | В роли самой себя | Первый сезон, серии 3, 4, 14 и 15                                                                                        | [ 29 ] |
| 2011    | Плохие девчонки: Новый Орлеан                                | В роли самой себя | Сезон 7, серия 5 |        |
| 2012–13 | Она живет ради этого                                         | В роли самой себя | 1-й сезон, 5-я серия: «Эпизод с Бьянкой Дель Рио»; Сезон 2, серия 4                                                      | [ 30 ] |
| 2014    | Королевские гонки Ру Пола (6 сезон)                          | В роли самой себя | Участник (победитель) |        |
| 2014    | Королевские гонки Ру Пола: Не вошедшее (5 сезон)             | В роли самой себя | Участник (победитель) |        |
| 2015    | Королевские гонки Ру Пола (7 сезон)                          | В роли самой себя | Эпизод 7: "Игра в захват" (с помощью видеообращения) Серия 13: "Обратный отсчет до короны" Серия 14: "Грандиозный финал" |        |
| 2015    | Старший брат немного на стороне                              | В роли самой себя | Знаменитый участник шоу 17 сентября 2015 года                                                                            | [ 31 ] |
| 2016    | Королевские гонки Ру Пола (8 сезон)                          | В роли самой себя | Эпизод 9: "Реальность"                                                                                                   |        |
| 2016    | Картотека ненависти Бьянки                                   | В роли самой себя | 60-минутный специальный выпуск, вышедший в эфир 9 мая 2016 года на канале Logo TV.                                       |        |
| 2016    | Королевские гонки Ру Пола: Все звёзды 2                      | В роли самой себя | Эпизод 2: «Игра в вышибалы со звёздами» (посредством видеосообщения)                                                     |        |
| 2018    | Королевские гонки Ру Пола (10 сезон)                         | В роли самой себя | Эпизод 7: "Игра в захват"                                                                                                |        |
| 2020    | ЭйДжей и королева                                            | Дрэг-квин         | Появление в качестве гостя: Сезон 1, серия 1                                                                             | [ 32 ] |
| 2020    | Королевские гонки Ру Пола: Все звёзды — невошедшее (2 сезон) | В роли самой себя | Эпизод 3: "Сними комнату!" (с помощью видеообращения)                                                                    |        |
| 2021    | Шоу Шерри Вайн                                               | В роли самой себя | Гость | [ 33 ] |
| 2021    | Dragging the Classics: The Brady Bunch                       | Кэрол Брейди      | | [ 34 ] |
| 2021    | NewsBeat                                                     | В роли самой себя | Со-ведущий | [ 35 ] |
| 2021    | Королевские гонки Ру Пола: Все звёзды 6                      | Она сама          | Эпизод 5: «Розовая беседа за столом»                                                                                     |        |
| 2023    | Непутёвая учёба                                              | В роли самой себя | Серия 4, Эпизод 2 |        |
| 2023    | Drag Me to Dinner                                            | В роли самой себя | Оригинальное шоу Hulu; Главный судья                                                                                     | [ 36 ] |
| 2023    | Семейная вражда знаменитсотей                                | В роли самой себя | Гость | [ 37 ] |

### Веб-сериалы
| Год     | Название                                                   | Роль                      | Примечания                               | Ист.          |
| ------- | ---------------------------------------------------------- | ------------------------- | ---------------------------------------- | ------------- |
| 2010    | Королевы дрэга: Нью-Йорк                                   | Она сама (в дрэге)        | Произведенный gay.com                    |               |
| 2013    | Короли Нью-Йорка                                           | Он сам                    | Произведенный Lucas Entertainment        | [ 38 ]        |
| 2014    | Действительно королева?                                    | Она сама (в дрэге)        | Произведенный WOW Presents               |               |
| 2014    | Трансформация                                              | Он сам                    | Эпизод: «Бьянка Дель Рио»                | [ 39 ]        |
| 2018    | Drag Tots                                                  | Дина Завр (голос)         | 8 эпизодов                               | [ 40 ]        |
| 2020-23 | Пит-стоп                                                   | Она сама (в дрэге)        | Гость; Ведущая (2023)                    | [ 41 ] [ 42 ] |
| 2022    | Бьянка спасает Рождество!                                  | В роли самой себя (голос) | Анимационный короткометражный фильм      | [ 43 ]        |
| 2023    | Месяц истории ЛГБТК: Чествование латиноамериканских героев | В роли самой себя         | Веб-спешл                                | [ 44 ]        |
| 2023    | Очень Дельта                                               | В роли самой себя         | Гость; 71-й эпизод: «Вы очень Дель Рио?» | [ 45 ]        |

### Музыкальные видео
| Год  | Название                         | Артист(ы)             | Ист.   |
| ---- | -------------------------------- | --------------------- | ------ |
| 2014 | «Sissy That Walk»                | Ру Пол                |        |
| 2014 | «Mean Gays»                      | Кортни Акт            | [ 46 ] |
| 2014 | «Dance Like You Got Good Credit» | Cazwell & Cherie Lily | [ 47 ] |
| 2015 | «Hieeee»                         | Alaska Thunderfuck    | [ 48 ] |
| 2018 | «Girly»                          | John Duff             | [ 49 ] |

## Театр
| Год       | Название                                                     | Роль                                               | Театр                                                                                          | Примечания                               | Ист.   |
| --------- | ------------------------------------------------------------ | -------------------------------------------------- | ---------------------------------------------------------------------------------------------- | ---------------------------------------- | ------ |
| 1998      | Пляжный психоз                                               | Марвел Энн                                         | True Brew Theatre                                                                              |                                          | [ 50 ] |
| 1998      | В клубе Toot Sweet на Бурбон-стрит                           | Cooch Deville                                      | Southern Rep Theatre                                                                           |                                          | [ 51 ] |
| 1998      | ...И бал и всё                                               | Эрнесто                                            | North Star Theatre                                                                             |                                          | [ 51 ] |
| 1999      | ...И бал и всё                                               | Эрнесто                                            | Southern Rep Theatre                                                                           |                                          |        |
| 2002      | Кабаре                                                       | Эмси                                               | Le Petit Theatre du Vieux Carre                                                                |                                          | [ 51 ] |
| 2003      | Пульт дистанционного управления Бьянки вышел из-под контроля | Различные роли                                     | Le Chat Noir                                                                                   |                                          | [ 52 ] |
| 2003      | Голливудский рай                                             | Различные роли                                     | Le Chat Noir                                                                                   |                                          | [ 53 ] |
| 2004      | Бриолин                                                      | Винс Фонтейн                                       | Le Petit Theatre du Vieux Carre                                                                |                                          | [ 51 ] |
| 2004      | Убийство в поместье Мовари                                   | Дафна                                              | Marigny Theatre                                                                                |                                          | [ 51 ] |
| 2004      | Дурное семя                                                  | Гортензия Дейгл                                    | Le Chat Noir                                                                                   |                                          | [ 51 ] |
| 2005      | В клубе Toot Sweet на Бурбон-стрит                           | Cooch Deville                                      | Le Petit Theatre du Vieux Carre                                                                |                                          | [ 51 ] |
| 2005      | Инсценировка                                                 | Мисс Промышленный Северо-Восток / Тони-Джо Джонсон | Le Petit Theatre du Vieux Carre                                                                |                                          | [ 51 ] |
| 2008      | Кабаре                                                       | Эмси                                               | Le Petit Theatre du Vieux Carre                                                                |                                          | [ 51 ] |
| 2008      | Богема                                                       | Энджел Дюмотт Шунард                               | Le Petit Theatre du Vieux Carre                                                                |                                          | [ 51 ] |
| 2010      | Она будет умирать                                            |                                                    | Bowery Poetry Club                                                                             |                                          | [ 54 ] |
| 2010      | Майонез на Твой завтрак в «Тиффани»                          |                                                    | Bowery Poetry Club                                                                             |                                          | [ 55 ] |
| 2019      | Все говорят о Джейми                                         | Хьюго Баттерсби/Локо Шанель                        | Apollo Theatre                                                                                 | Вест-Энд; В титрах указан как Рой Хэйлок | [ 24 ] |
| 2021-2022 | Все говорят о Джейми Тур по Великобритании                   | Хьюго Баттерсби/Локо Шанель                        | - Liverpool Empire - Hull New Theatre - Theatre Royal Brighton - Mayflower Theatre Southampton | В титрах указан как Рой Хэйлок           | [ 56 ] |
| 2022      | Все говорят о Джейми                                         | Хьюго Баттерсби/Локо Шанель                        | Ahmanson Theatre, Лос Анджелес                                                                 | Американский дебют постановки.           | [ 57 ] |

## Комедийный туры
- Картотека ненависти (2014)[58]
- Не сегодня, Сатана (2016–2017)[59]
- Blame It On Bianca Del Rio Tour (2017–18)
- Это шутка шута (2019)[60]
- Не продезинфицированный (2021-2022)
- Мёртвый внутри (2024-2025)[61][62]

## Награды и номинации
| Награда           | Год  | Категория                        | Работа / Номинант | Результат | Ист.   |
| ----------------- | ---- | -------------------------------- | ----------------- | --------- | ------ |
| Queerty Awards    | 2018 | Смешной человек                  | Она сама          | Победа    | [ 63 ] |
| Queerty Awards    | 2020 | Величие Дрэга                    | Она сама          | Номинация | [ 64 ] |
| Queerty Awards    | 2022 | Величие Дрэга                    | Она сама          | Победа    | [ 65 ] |
| NewNowNext Awards | 2014 | Best New TV Personality          | Она сама          | Победа    | [ 66 ] |
| Webby Awards      | 2024 | Видео. Длинная продолжительность | Пит-стоп          | Почётная  | [ 67 ] |
| Webby Awards      | 2024 | Видео. Варьете и реалити         | Пит-стоп          | Победа    | [ 67 ] |